# Огл, Шалонер
Сэр Шалонер Огл (англ. Sir Chaloner Ogle; 1681 — 1750) — британский адмирал времен войны за австрийское наследство.

## Карьера во флоте
Огл родился в Ньюкасле в семье барристера Джона Огла. Во флот пошёл в 1697 году добровольцем.
В 1721 году Огл командовал 50-и пушечным линейным кораблём HMS Swallow, возглавляющим флот у западного побережья Африки. В 1722 году в битве у мыса Лопес он победил флот известного пирата Бартоломью Робертса, за что был возведен в рыцари.
В 1741 году он возглавил атаку на три форта в Картахене во время осады Картахены.
В 1742 году Огл был обвинен в якобы совершенном нападении на Эдварда Трелони, губернатора Ямайки. Несмотря на это, его карьера не пострадала, и в 1749 году он стал командовать флотом.
Также он был депутатом округа Кент с 1746 по 1750 год.

## Семья
IGI сообщает, что Огл был женат на Генриетте Исааксон 16 октября 1714 года. Другие источники говорят о том, что она была его первой женой; во второй раз он женился на своей кузине, Изабелле Огл.
Под конец жизни он купил дом в Туикенеме в Мидлсексе, где умер в 1750 году.